# Luiz Antônio Moraes
Luiz Antônio Moraes (Getulina, 30 november 1970) is een voormalig Braziliaans voetballer, die als aanvaller speelde. Hij bracht het grootste deel van zijn carrière door in Finland, waar hij tweemaal topscorer werd van de hoogste afdeling, de Veikkausliiga. Luiz Antônio beëindigde zijn loopbaan in 2007 bij de Finse club TP-47 Tornio en stapte nadien het trainersvak in.

## Erelijst
FC Jazz Pori
- Veikkausliiga

1993, 1996
- Topscorer Veikkausliiga

1992 (21 goals), 1996 (17 goals)
 HJK Helsinki
- Suomen Cup

1998, 2000